# Julie, chevalier de Maupin
Pour plus de détails, voir Fiche technique et Distribution.
Julie, chevalier de Maupin est un téléfilm français en deux parties réalisé par Charlotte Brandström en 2004, inspiré de la vie de Mademoiselle de Maupin.

## Synopsis
Sous le règne de Louis XIV, une jeune fille, Julie, élevée en orpheline, découvre la vraie identité de ses parents. Elle se fait passer pour un homme afin de se venger des meurtriers de son père.

## Fiche technique
- Réalisation : Charlotte Brandström, assisté de Régis Musset
- Scénario : Bruno Dega et Patrick Laurent
- Direction artistique : Sandrine Jarron
- Décors : Yan Arlaud
- Photographie : Nicolas Herdt
- Son : Bernard Bats
- Montage : Jean-François Naudon
- Musique : Eric Chevalier
- Date de diffusion : 6 septembre 2004 et 13 septembre 2004.

## Distribution
- Sarah Biasini : Julie de Maupin (Mademoiselle de Maupin), une jeune fille belle et dynamique à la recherche de ses origines
- Pietro Sermonti : Gaspard, un jeune bateleur cher au cœur de Julie
- Pierre Arditi : Charles de Florensac, le chef de la police secrète du roi, qui a pour mission d'éliminer Julie ainsi qu'Agnès
- Gottfried John : le duc d'Armagnac, conseiller du roi et parrain de Julie
- Julia Stemberger : Agnès Dorme, une cantatrice célèbre qui a sauvé de la mort Julie bébé
- Catherine Spaak : la mère supérieure
- Marisa Berenson : Madame de Maintenon, l'épouse secrète du roi Louis XIV
- Didier Flamand : Gaston de Maupin, le père adoptif de Julie
- Jürgen Prochnow : le baron Hengen, le chef d'un complot contre le roi